# NGC 5293
NGC 5293 é uma galáxia espiral (Sc) localizada na direcção da constelação de Boötes. Possui uma declinação de +16° 16' 22" e uma ascensão recta de 13 horas, 46 minutos e 52,6 segundos.
A galáxia NGC 5293 foi descoberta em 21 de Março de 1784 por William Herschel.